# Enrico II di Champagne
Enrico II di Blois (Troyes, 29 luglio 1166 – Acri, 10 settembre 1197) fu conte di Champagne dal 1181, poi anche re di Gerusalemme dal 1192 fino alla sua morte.

## Origine
Secondo la Chronica Albrici Monachi Trium Fontium, Enrico era il figlio maschio primogenito del Conte di Champagne (conte di Troyes e conte di Meaux) e di Brie, Enrico I il Liberale e di Maria di Francia, che, sia secondo il cronista e monaco benedettino inglese, Matteo di Parigi, sia secondo la Chronica Albrici Monachi Trium Fontium, Maria era la figlia primogenita di Luigi VII, detto il Giovane, re di Francia, e della duchessa d'Aquitania e Guascogna e contessa di Poitiers, Eleonora d'Aquitania, sia secondo la Chronica Albrici Monachi Trium Fontium, era la figlia primogenita del duca di Aquitania, duca di Guascogna e conte di Poitiers, Guglielmo X il Tolosano e della sua prima moglie, Aénor di Châtellerault († dopo il 1130), figlia del visconte Americo I di Châtellerault e della Maubergeon, che al momento della sua nascita era l'amante di suo nonno Guglielmo IX il Trovatore.
Sia secondo Guglielmo arcivescovo della città di Tiro, nell'odierno Libano, sia secondo la Chronica Albrici Monachi Trium Fontium Enrico I il Liberale era il figlio primogenito del conte di Blois, di Chartres e di Châteaudun, Provins, signore di Sancerre e Amboise (Tebaldo IV), e poi conte di Conte di Champagne (conte di Troyes e conte di Meaux Tebaldo II), Tebaldo e della moglie, che sempre secondo la Chronica Albrici Monachi Trium Fontium era Matilde di Carinzia (ca. 1106 - † 1160) del Casato degli Sponheim, figlia del Margravio d'Istria, duca di Carinzia e reggente della Marca di Verona, Enghelberto e di Uta di Passau.

## Biografia
Secondo il Gisleberti Chronicon Hanoniense, nel 1179, Enrico fu fidanzato a Isabella di Hainaut, che sia secondo il Gisleberti Chronicon Hanoniense, sia secondo la Chronica Albrici Monachi Trium Fontium, era figlia del Conte di Hainaut, Marchese di Namur e Conte di Fiandra, Baldovino V di Hainaut e della Contessa di Fiandra, Margherita d'Alsazia, e nello stesso tempo, la sorella di Enrico, Maria, veniva fidanzato al fratello di Isabella, Baldovino.
Il fidanzamento non ebbe seguito e Isabella sposò il re di Francia Filippo II Augusto nel 1180, portando in dote al marito la contea di Artois, come ci conferma il cronista e monaco benedettino inglese, Matteo di Parigi, nelle sue Chronica majora la chiama erroneamente Margherita.
Allora, ancora secondo il Gisleberti Chronicon Hanoniense, nel 1181, Enrico fu fidanzato alla sorella di Isabella, Iolanda di Fiandra, e nello stesso tempo, veniva confermato il fidanzamento di Maria di Champagne con Baldovino di Hainaut; il contratto di matrimonio fu rotto da Enrico II, nel 1187, quando stipulò un nuovo fidanzamento con Ermesinda di Lussemburgo.
Suo padre, Enrico I, come ci viene confermato dalla Chronica Albrici Monachi Trium Fontium, morì nel 1181, poco dopo essere ritornato dalla Terra santa nella sua contea, che era stata retta dalla moglie, Maria, in attesa che i figli, Enrico e Tebaldo divenissero maggiorenni. I necrologi dell'abbazia di Mores riportano la morte di Enrico (comes Henricus Trecensis) il 17 marzo (XVI° Kalendas Aprilis). La Chronique de Robert de Torigni, abbé du Mont-Saint-Michel, tome II riporta la morte di Enrico I (Henricus comes Trecensis) nel 1182, succeduto dal figlio Enrico II (Henricus filius eius natus ex filia Ludovici regis Francorum); infine gli Obituaires de Sens Tome II, Eglise cathédrale de Chartres, Obituaire du xii siècle confermano che Enrico (Henrici comitis Trecensi) morì il 17 marzo (XVI Kal Apr) del 1181.
 Alla morte del padre, Enrico gli succedette come Enrico II, mentre la madre, Maria di Francia assunse la reggenza della contea per conto del figlio, sino al 1187.
Enrico, nel 1187, si era fidanzato con Ermesinda di Lussemburgo, erede designata della contea di Namur, che, secondo il Gisleberti Chronicon Hanoniense, era figlia del conte di Lussemburgo e di Namur, Enrico IV e della sua seconda moglie, Agnese di Gheldria.
Tra il 1188 ed il 1189, Baldovino V, approfittando del fatto che il padre di Ermesinda, Enrico, era vecchio e malato e Enrico II di Champagne era impegnato nella guerra col re di Francia Filippo II Augusto, occupò la contea di Namur, per cui Enrico, dopo aver dichiarato nullo il fidanzamento con Ermesinda, che non poteva più ricevere la contea di Namur, nel 1190, aderì alla III Crociata e partì per la Terra Santa, da dove non fece più ritorno.
Nel 1190, Enrico II era partito per la terza crociata, lasciando la reggenza della contea alla madre, Maria, sorella del re di Francia, Filippo Augusto, come ci conferma il Recueil des historiens des croisades. Historiens occidentaux., e secondo lo storico britannico e noto medievalista e bizantinista, Steven Runciman, ad Enrico fu affidato il comando delle operazioni per l'Assedio di San Giovanni d'Acri.
Corrado del Monferrato divenne re di Gerusalemme de jure uxoris sposando Isabella di Lusignano, ma in contrasto con Guido di Lusignano, sostenuto dal re Riccardo I d'Inghilterra, signore feudale dei Lusignano in Poitou; i diritti di Isabella e Corrado erano difesi da Filippo II di Francia, che era figlio di Luigi VII, cugino di Corrado. La dignità regia di Corrado fu riconosciuta per elezione solo nell'aprile del 1192 e la notizia fu portata ai sovrani, stabilitisi a Tiro, dal conte Enrico II di Champagne, nipote sia del re d'Inghilterra sia del re di Francia, il quale fece poi ritorno a San Giovanni d'Acri. Ma il regno di Corrado del Monferrato era destinato a brevissima durata. Il 28 aprile, infatti, pochi giorni dopo l'elezione, fu accoltellato da due membri del movimento segreto ismailita degli Hashshashin. Il re appena designato moriva così il giorno stesso a causa delle ferite riportate. Isabella, a quanto già si sapeva, era in attesa della sua prima figlia, Maria del Monferrato, che più tardi sarebbe succeduta alla madre come regina regnante (ce ne danno notizia la Cronaca di Ernoul, la Brevis Regni Hierosolymitani Historia degli "Annali di Genova" e gli scritti del cronista musulmano ʿImād al-Dīn al-Iṣfahānī). L'uccisione di Corrado è riportata anche dal Recueil des historiens des croisades. Historiens occidentaux.
Due giorni dopo Enrico di Champagne fece ritorno a Tiro in veste di emissario dello zio Riccardo d'Inghilterra col compito di fidanzare se stesso alla regina vedova. Secondo alcuni cronisti, gli abitanti di Tiro furono talmente colpiti dalla bellezza e dal fascino giovanile di Enrico da chiedere a gran voce le sue nozze con la loro regina. La stessa Isabella si sarebbe immediatamente innamorata di lui. Probabilmente si tratta di una rivisitazione romantica di quello che era principalmente un matrimonio politico: Riccardo era stato sostenitore di Guido ed era sospettato di avere avuto un ruolo nella morte di Corrado. Un matrimonio fra suo nipote e Isabella avrebbe messo a tacere i sospetti e sarebbe stato di certo molto più vantaggioso di un'eventuale reintegrazione di Umfredo; secondo il Recueil des historiens des croisades. Historiens occidentaux, quando la notizia della morte di Corrado giunse a San Giovanni d'Acri, Enrico, al seguito dello zio, Riccardo Cuor di Leone, si recò a Tiro, dove due giorni dopo la morte di Corrado, Enrico fu fatto sposare con Isabella, divenendo re di Gerusalemme, ma ancora secondo Steven Runciman, non fu mai incoronato.
Appena otto giorni dopo l'assassinio di Corrado, Enrico e Isabella furono uniti in matrimonio.
ʿImād al-Dīn al-Iṣfahānī, presente alle nozze, scrive:
Con la nomina di Enrico il campo crociato si era ricompattato e durante l'estate i Crociati erano avanzati verso Gerusalemme, arrivando a circa 12 chilometri dalla Città santa; allora, dopo la vittoria sui Saraceni, il 5 agosto, davanti a Giaffa, anche perché Riccardo Cuor di Leone era desideroso di rientrare in patria, fu trovato un accordo di pace con Saladino: fu stabilita una tregua di tre anni e ai cristiani fu garantita la fascia costiera da Ascalona a San Giovanni d'Acri, nonché il diritto di accedere alla città santa. La fine della terza crociata determinò la fine del regno di Gerusalemme come Stato sovrano, in quanto la città di Gerusalemme era tornata in possesso dei musulmani.
Nel 1194, Enrico fu mediatore tra il Principe delle Montagne e futuro primo re del regno armeno di Cilicia, Leone II e il Principe d'Antiochia, Boemondo III, che era stato fatto prigioniero da Leone: Boemondo fu liberato, dopo aver rinunciato ad ogni pretesa sulla Cilicia e aver consentito alle nozze di suo figlio primogenito, Raimondo, con Alice, nipote di Leone II d'Armenia.
Ancora secondo Steven Runciman, dopo la nascita della terza figlia, Enrico, per sancire il buon rapporto con i Lusignano, re di Cipro, fece un patto matrimoniale con Amalrico di Lusignano, per il quale i tre figli maschi di Amalrico avrebbero sposato le tre figlie di Enrico e Isabella.
La tregua coi musulmani si protrasse per altri due anni, ma nel 1197, con l'arrivo dei crociati tedeschi, la guerra riprese; Enrico morì in quello stesso anno. Sempre secondo Steven Runciman, Enrico morì ad Acri nel settembre 1197 per un incidente, a causa del cedimento di una ringhiera che lo fece precipitare da una finestra; secondo gli Obituaires de Sens Tome I.1, Eglise cathédrale de Sens, Obituaire du xiii siècle, Enrico (Henricus comes Campanie) morì il 6 settembre (September VIII Idus) del 1197.
Dopo la morte di Enrico, suo terzo marito, Isabella fu data in moglie per un quarto matrimonio ad Amalrico di Lusignano, succeduto al fratello di Guido sul trono di Cipro, e continuò a regnare sul regno di Gerusalemme. Per ciò che riguarda la contea di Champagne, fu retta dalla madre di Enrico, Maria di Francia, per conto delle eredi di Enrico, ma, alla morte di Maria, all'inizio del 1198, il re di Francia, Filippo Augusto, concesse la contea al fratello di Enrico, Tebaldo, come viene riportato nel Recueil des historiens des croisades. Historiens occidentaux..

## Matrimonio e discendenza
Enrico, come ci viene confermato dalla Chronica Albrici Monachi Trium Fontium, aveva sposato Isabella di Lusignano, che, secondo il Recueil des historiens des croisades. Historiens occidentaux. era figlia del Re di Gerusalemme e Conte di Giaffa e Ascalona, Amalrico I e della seconda moglie Maria Comnena, pronipote dell'imperatore bizantino Manuele I Comneno (1143-1180). 
Dal matrimonio con Isabella, ancora secondo il Recueil des historiens des croisades. Historiens occidentaux., Enrico ebbe tre figlie: 
- Maria (nata nel 1194 circa), che secondo la Chroniques d'Amadi et de Strambaldi. T. 1 era la primogenita e nel 1211 era già morta[33];
- Alice (1195 circa - 1247), che sposò il re di Cipro, Ugo I[33];
- Filippa (1196 circa - 1250), che fu la seconda moglie di Erard di Brienne-Ramerupt[34].

## Ascendenza
|                         |                     |                          | Genitori                            |  |  | Nonni |  |  | Bisnonni            |  |  | Trisnonni            |  |
|                         |                     |                          |                                     |  |  |       |  |  | Stefano II di Blois |  |  | Tebaldo III di Blois |  |
|                         |                     |                          |                                     |  |  |       |  |  | Stefano II di Blois |  |  | Tebaldo III di Blois |  |
|                         |                     | Gersenda del Maine       |                                     |  |  |       |  |  | Stefano II di Blois |  |  |                      |  |
| Tebaldo II di Champagne |                     |                          |                                     |  |  |       |  |  | Stefano II di Blois |  |  |                      |  |
|                         |                     | Adele d'Inghilterra      | Guglielmo I d'Inghilterra           |  |  |       |  |  |                     |  |  |                      |  |
|                         |                     | Adele d'Inghilterra      | Guglielmo I d'Inghilterra           |  |  |       |  |  |                     |  |  |                      |  |
|                         |                     | Adele d'Inghilterra      | Matilde di Fiandra                  |  |  |       |  |  |                     |  |  |                      |  |
| Enrico I di Champagne   |                     | Adele d'Inghilterra      |                                     |  |  |       |  |  |                     |  |  |                      |  |
|                         |                     | Enghelberto II d'Istria  | Enghelberto I d'Istria              |  |  |       |  |  |                     |  |  |                      |  |
|                         |                     | Enghelberto II d'Istria  | Enghelberto I d'Istria              |  |  |       |  |  |                     |  |  |                      |  |
|                         |                     | Enghelberto II d'Istria  | Edvige                              |  |  |       |  |  |                     |  |  |                      |  |
| Matilde di Carinzia     |                     | Enghelberto II d'Istria  |                                     |  |  |       |  |  |                     |  |  |                      |  |
|                         |                     | Uta di Passau            | Ulrico di Passau                    |  |  |       |  |  |                     |  |  |                      |  |
|                         |                     | Uta di Passau            | Ulrico di Passau                    |  |  |       |  |  |                     |  |  |                      |  |
|                         |                     | Uta di Passau            | Adelaide di Megling-Frontenhausen   |  |  |       |  |  |                     |  |  |                      |  |
| Enrico II di Champagne  |                     | Uta di Passau            |                                     |  |  |       |  |  |                     |  |  |                      |  |
|                         | Luigi VI di Francia | Filippo I di Francia     |                                     |  |  |       |  |  |                     |  |  |                      |  |
|                         | Luigi VI di Francia | Filippo I di Francia     |                                     |  |  |       |  |  |                     |  |  |                      |  |
|                         | Luigi VI di Francia | Berta d'Olanda           |                                     |  |  |       |  |  |                     |  |  |                      |  |
| Luigi VII di Francia    | Luigi VI di Francia |                          |                                     |  |  |       |  |  |                     |  |  |                      |  |
|                         |                     | Adelaide di Savoia       | Umberto II di Savoia                |  |  |       |  |  |                     |  |  |                      |  |
|                         |                     | Adelaide di Savoia       | Umberto II di Savoia                |  |  |       |  |  |                     |  |  |                      |  |
|                         |                     | Adelaide di Savoia       | Gisella di Borgogna                 |  |  |       |  |  |                     |  |  |                      |  |
| Maria di Francia        |                     | Adelaide di Savoia       |                                     |  |  |       |  |  |                     |  |  |                      |  |
|                         |                     | Guglielmo X di Aquitania | Guglielmo IX d'Aquitania            |  |  |       |  |  |                     |  |  |                      |  |
|                         |                     | Guglielmo X di Aquitania | Guglielmo IX d'Aquitania            |  |  |       |  |  |                     |  |  |                      |  |
|                         |                     | Guglielmo X di Aquitania | Filippa di Tolosa                   |  |  |       |  |  |                     |  |  |                      |  |
| Eleonora d'Aquitania    |                     | Guglielmo X di Aquitania |                                     |  |  |       |  |  |                     |  |  |                      |  |
|                         |                     | Aénor di Châtellerault   | Aymery, I visconte di Châtellerault |  |  |       |  |  |                     |  |  |                      |  |
|                         |                     | Aénor di Châtellerault   | Aymery, I visconte di Châtellerault |  |  |       |  |  |                     |  |  |                      |  |
|                         |                     | Aénor di Châtellerault   | Dangerose de l'Isle Bouchard        |  |  |       |  |  |                     |  |  |                      |  |
|                         |                     | Aénor di Châtellerault   |                                     |  |  |       |  |  |                     |  |  |                      |  |

### Fonti primarie
- (LA)  William of Tyre, Historia rerum in partibus transmarinis gestarum.
- (LA)  Matthæi Parisiensis, monachi Sancti Albani, Chronica majora, vol I.
- (LA)  Matthæi Parisiensis, monachi Sancti Albani, Chronica majora, vol II.
- (LA)  Chartes de l'abbaye de Mores (Aube).
- (LA)  Obituaires de la province de Sens. Tome I.
- (LA)  Obituaires de la province de Sens. Tome 2.
- (LA)  Chronique de Robert de Torigni, abbé du Mont-Saint-Michel, tome II.
- (FR)  William of Tyre, Recueil des historiens des croisades. Historiens occidentaux..
- (LA)  Monumenta Germaniae Historica, Scriptores, tomus XXI.
- (LA)  Monumenta Germanica Historica, tomus XXIII.
- (LA)  Ordericus Vitalis, Historia Ecclesiastica, vol. II.
- (LA)  Ordericus Vitalis, Historia Ecclesiastica, vol. unicum.
- (LA)  ORDERICI VITALIS, ECCLESIASTICtE historije, LIBRI TREDECIM., TOMUS III.

### Letteratura storiografica
- C. Toumanoff, Armenia e Georgia, cap. XIX, vol. IV, in «Storia del mondo medievale», 1999, pp. 671–717
- Charles Lethbridge Kingsford, Il regno di Gerusalemme, 1091-1291, cap. XXI, vol. IV, in «Storia del mondo medievale», 1999, pp. 757–782
- Louis Halphen, La Francia: Luigi VI e Luigi VII (1108-1180), cap. XVII, vol. V, in «Storia del mondo medievale», 1999, pp. 705–739
- (FR)  Histoire généalogique de la maison royale de Dreux (Paris), Luxembourg.
- (IT)  Chroniques d'Amadi et de Strambaldi. T. 1.